# 丁子田
丁子田（英語：Sara Ting Tsz Tin，1994年7月10日—），香港女演員及《2018年度香港小姐競選》季軍、最佳口才獎，曾為無綫電視經理人合約藝員。

## 簡歷
丁子田來自美國芝加哥，畢業於美國密西根大學，主修生物心理學、副修認知科學和神經生物學，參選前曾任藥劑顧問2年。她的姑媽是資深演員丁主惠，並由資深導演張堅庭提名參選港姐。
當選季軍後，丁子田曾為無綫電視經理人合約藝員，當中包括於2018年10-12月入讀為短期的無綫電視藝員訓練班，及擔任明珠台「股市直擊」之主播；2020年8月離開無綫電視，現為慧妍雅集執行委員會之成員。

## 演出作品

### 電視劇
| 首播     | 劇名              | 角色            |
| 無綫電視 |                   |                 |
| 2020年   | 愛·回家之開心速遞 | Kelly (第797集) |

### 節目主持
| 首播     | 節目名        | 備註         |
| 無綫電視 |               |              |
| 2019年   | 港活力·港運會 | 與黃庭鋒主持 |

## 曾獲獎項與提名
| 年份   | 獎項                            | 結果 |
| 2018年 | 2018年度香港小姐競選 季軍       | 獲獎 |
| 2018年 | 2018年度香港小姐競選 最佳口才獎 | 獲獎 |

## 外部連結
- 《2018香港小姐競選》 - 7號 丁子田 Sara Ting
- 丁子田的Instagram帳戶

| 前任： 黃瑋琦 | 香港小姐競選季軍 2018年 | 繼任： 古佩玲 |